# Le Comte de Monte-Cristo (téléfilm, 1975)
Pour les articles homonymes, voir Le Comte de Monte-Cristo (homonymie).
Pour plus de détails, voir Fiche technique et Distribution.
Le Comte de Monte-Cristo (The Count of Monte-Cristo) est un téléfilm américain réalisé par David Greene et diffusé le 10 janvier 1975 sur NBC.
Il s'agit d'une adaptation du roman d'Alexandre Dumas père.

## Synopsis
Un jeune marin promis à un bel avenir est emprisonné à la suite d'un complot fomenté par ses prétendus amis. Emprisonné dans une forteresse, il ne s'évadera que grâce à un subterfuge et à l'aide d'un autre prisonnier, un abbé défroqué. Grâce à un trésor fabuleux caché sur l'île de Monte-Cristo, il se vengera de ses ennemis sous la fausse identité d'un noble imaginaire.

## Fiche technique
- Titre français : Le Comte de Monte-Cristo
- Titre original : The Count of Monte-Cristo
- Réalisateur : David Greene
- Scénario : Sidney Carroll
- Photographie : Aldo Tonti
- Direction artistique : Walter Patriarca
- Musique : Allyn Ferguson
- Costumes : Luciana Marinucci
- Montage : Gene Milford
- Producteur : Norman Rosemont
- Compagnies de production : Norman Rosemont Productions et ITC
- Distributeur : ITC Entertainment
- Genre : drame, historique
- Format : Couleurs
- Ratio : 1.33:1 (télévision) - 1.85:1 (Cinéma)
- Négatif : 35 mm
- Durée : 119 minutes (Cinéma)
- Date de sortie :  États-Unis : 10 janvier 1975 sur NBC

## Distribution
- Richard Chamberlain (VF : Philippe Ogouz) : Edmond Dantes
- Trevor Howard (VF : Jacques Berthier) : Abbé Faria
- Louis Jourdan (VF : Lui-même) : Gérard De Villefort
- Donald Pleasence (VF : Jean-Pierre Delage) : le Baron Danglars
- Tony Curtis (VF : Albert Augier) : Fernand Mondego
- Kate Nelligan (VF : Francine Lainé) : Mercedes
- Angelo Infanti (VF : Serge Bourrier) : Jacopo
- Harold Bromley (VF : Antoine Marin) : Monsieur Morrell
- George Willing (VF : Vincent Ropion) : André Morrell
- Alessio Orano (VF : Luc Florian) : Caderousse
- Ralph Michael (VF : Jacques Ferrière) : Monsieur Dantes
- Dominic Barto (VF : Patrick Laval) : Bertuccio
- Harry Baird : Ali
- Isabelle de Valvert : Haydée
- Taryn Power (VF : Nathanièle Esther) : Valentine De Villefort
- Dominic Guard (VF : Éric Etcheverry) : Albert Mondego
- Carlo Puri (VF : Olivier Destrez) : Andrea Benedetto
- Anthony Dawson (VF : Bernard Tiphaine) : Noirtier De Villefort
- David Mills (VF : Patrick Laplace) : Girard
- Cyrus Elias (VF : Patrick Laval) : le sergent
- Piero Gerlini (VF : Paul Bisciglia) : le prêtre à la préparation du mariage d'Edmond et Mercedès
- John Karlsen (VF : Serge Bourrier) : Barrois, le serviteur de De Villefort
- Andrea Esterhazy : un valet
- Bill Vanders (VF : Jean-Jacques Steen) : le garde sur le bateau allant au château d'If
- Larry Dolgin (VF : Patrick Laplace) : le 1er geôlier
- Edoardo Faieta : le 2d geôlier
- Franco Mazzieri : l'homme du sémaphore

## Lieux de tournage
Ce téléfilm de prestige a été essentiellement tourné en Italie et plus particulièrement à Portovenere, La Spezia, en Ligurie, à Lazio, Rome et les studios de Cinecittà.

## Différences de montage et de ratio écran
A ce jour, il existe plusieurs montages existants du film selon la diffusion et le média utilisé. Alors que le film a été montré à la télévision américaine avec une durée initiale de 103 minutes, la version germanique dure 98 minutes. Sur le câble américain, elle passe à 107 minutes. Le film a aussi bénéficié d'une sortie en salles en Grande-Bretagne avec une durée de 119 minutes et en Suède de 103 minutes (Identique à sa version télévisée américaine).
Le ratio original de tournage est 1.85:1 panoramique. Pour sa version télévisée, le film a été recadré en 4/3.